# Bretagne Classic Ouest-France 2016
Bretagne Classic Ouest-France 2016 var den 80. udgave af Bretagne Classic Ouest-France og blev afholdt søndag den 28. august. To udbrydere formåede at holde helt til mål, mens Alexander Kristoff vandt spurten i hovedfeltet.

## Hold og ryttere
Udover de 18 World Tour-hold, fik syv professionelle kontinentalhold deltagelse:
| | 18 UCI World Tour-hold                                                                       |                                                                                        | 7 Wildcard |
| --- | -------------------------------------------------------------------------------------------- | -------------------------------------------------------------------------------------- | --- |
| - Ag2r-La Mondiale - Astana Pro Team - BMC Racing Team - Cannondale - Dimension Data - Etixx-Quick Step | - FDJ - Team Giant-Alpecin - IAM Cycling - Team Katusha - Lampre-Merida - Team LottoNL-Jumbo | - Lotto-Soudal - Movistar Team - Orica-GreenEDGE - Team Sky - Tinkoff - Trek-Segafredo | - Bardiani CSF - CCC Sprandi Polkowice - Cofidis - Delko-Marseille Provence KTM - Direct Énergie - Fortuneo-Vital Concept - Wanty-Groupe Gobert |

### Danske ryttere
- Søren Kragh Andersen kørte for Team Giant-Alpecin
- Asbjørn Kragh Andersen kørte for Delko-Marseille Provence KTM
- Michael Valgren kørte for Tinkoff

## Resultater
|    | Rytter               | Hold                  | Tid      |
| -- | -------------------- | --------------------- | -------- |
| 1  | Oliver Naesen        | IAM Cycling           | 05:58.46 |
| 2  | Alberto Bettiol      | Cannondale-Drapac     | + 0.02   |
| 3  | Alexander Kristoff   | Team Katusha          | + 0.05   |
| 4  | Michael Matthews     | Orica-BikeExchange    | + 0.05   |
| 5  | John Degenkolb       | Team Giant-Alpecin    | + 0.05   |
| 6  | Maciej Paterski      | CCC Sprandi Polkowice | + 0.05   |
| 7  | Daniel Hoelgaard     | FDJ                   | + 0.05   |
| 8  | Giacomo Nizzolo      | Trek-Segafredo        | + 0.05   |
| 9  | Matteo Trentin       | Etixx-Quick Step      | + 0.05   |
| 10 | Edvald Boasson Hagen | Team Dimension Data   | + 0.05   |